# 순천성동초등학교
순천성동초등학교는 대한민국 전라남도 순천시에 있는 공립 초등학교이다.

## 학교 연혁
- 2020. 03. 01.	제22대 이경연 교장 부임
- 2020. 02. 07.	제58회 졸업(총 12,401명 졸업)
- 1996. 03. 01.	순천성동초등학교로 개칭
- 1962. 03. 02.	순천성동국민학교로 개교
- 1959. 03. 10.	순천사범 부속국민학교로 개칭
- 1945. 09. 15.	순천동국민학교로 개교(개교기념일)
- 1945. 08. 15.	일본인 학교조합으로부터 학교시설 인수
- 1911. 09. 01 개교
- 1911. 03. 18 순천공립심상고등소학교로 설립인가

## 참고 자료
- 순천성동초등학교 - 한국교육학술정보원 학교알리미